# Deportation der Akadier

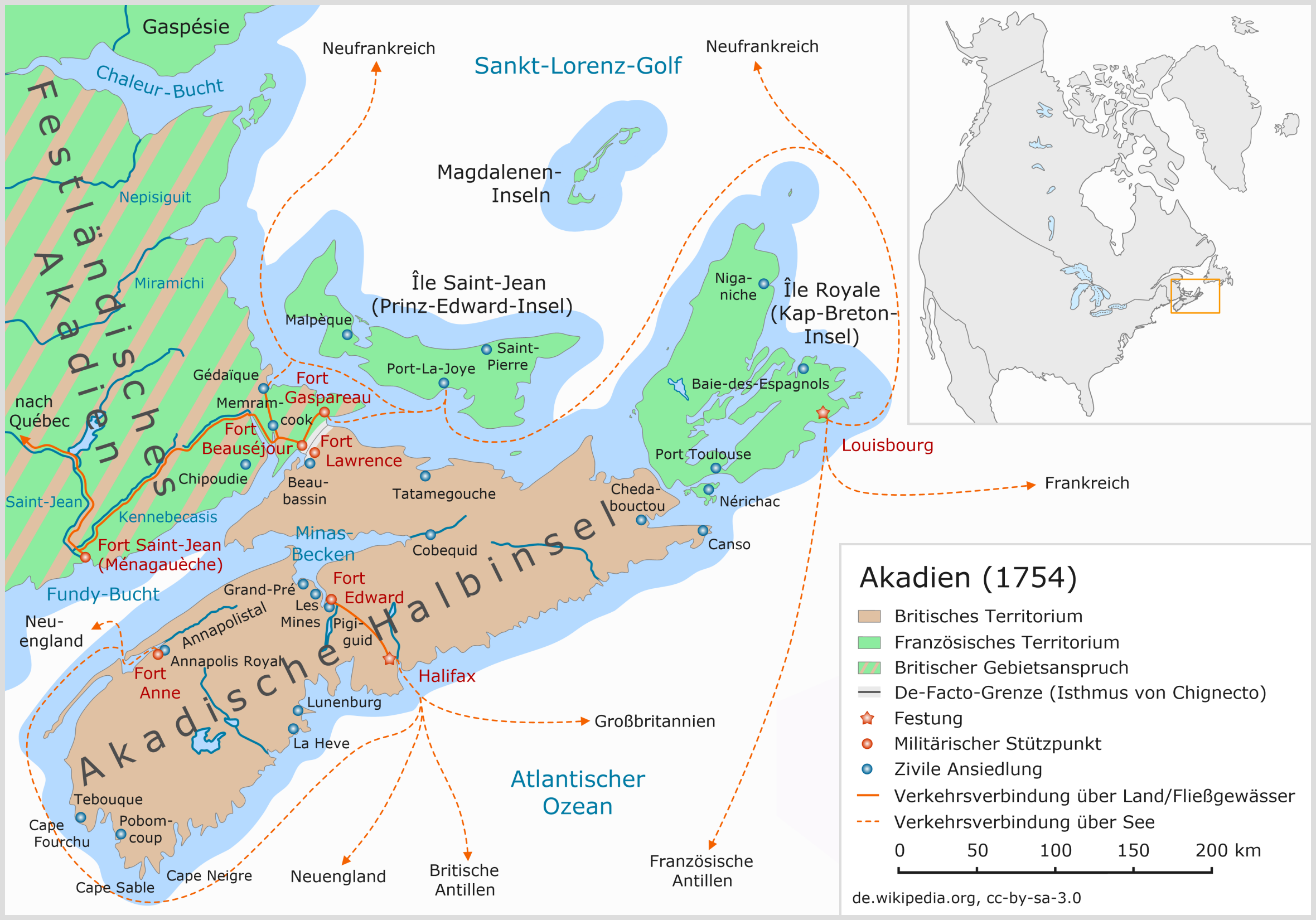
Akadien (1754)

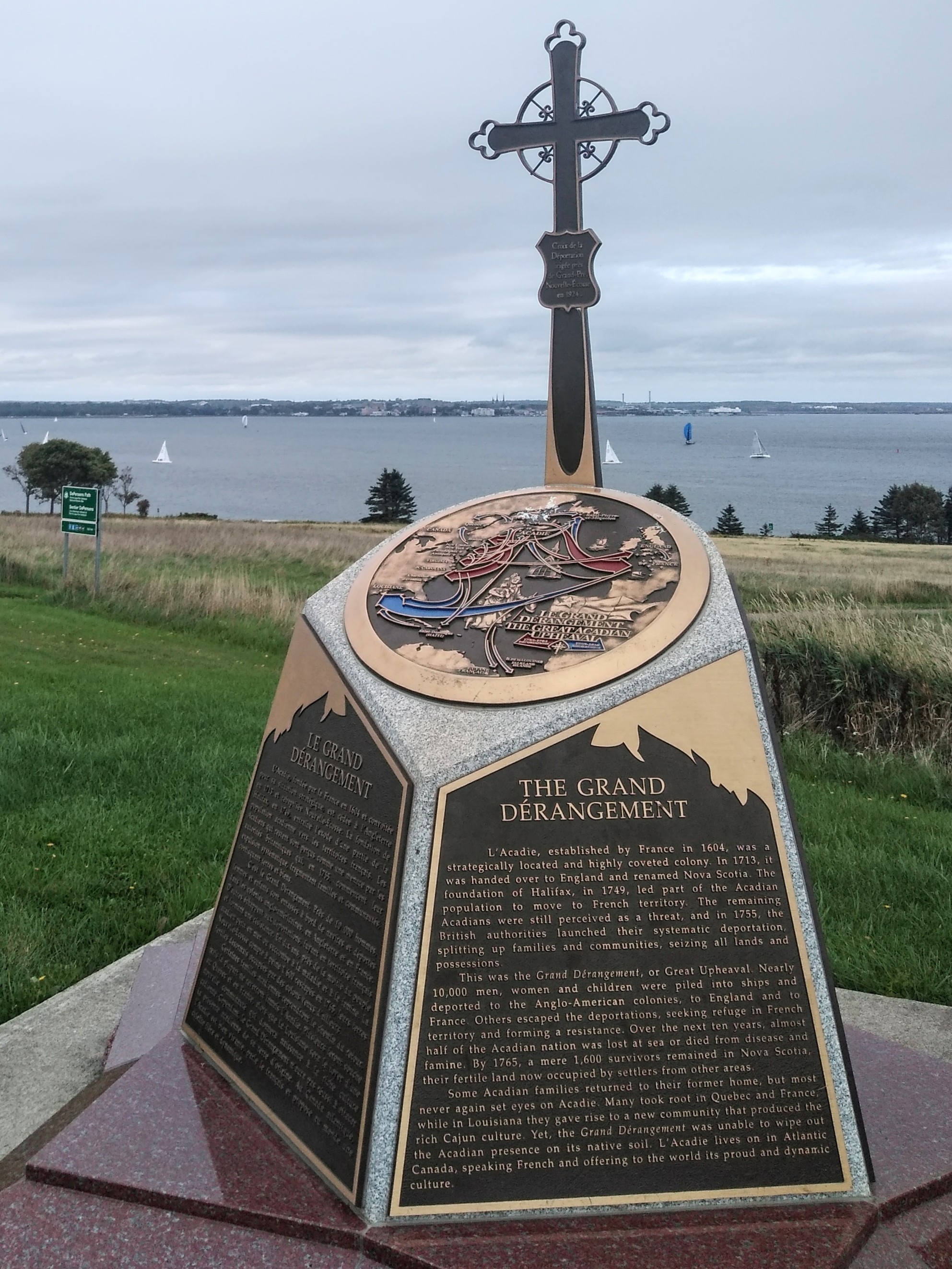
Denkmal zur Erinnerung an die Vertreibung

Die Deportation der Akadier (englisch Great Upheaval, französisch Le Grand Dérangement) war ein historisches Ereignis, das kurz nach der Mitte des 18. Jahrhunderts an der Ostküste von Nordamerika stattgefunden hat und das heute weitgehend als Verbrechen gegen die Menschlichkeit angesehen wird.
Bei diesen Deportationsmaßnahmen wurde die Mehrzahl der europäischstämmigen Siedler Akadiens von der Regierung der britischen Kolonie Nova Scotias (frz. Nouvelle-Écosse, dt. Neuschottland) in weiter südlich gelegene britische Kolonien deportiert.
Von diesen  Repressalien waren zum einen jene Akadier betroffen, die bis dahin unter direkter britischer Kontrolle gelebt hatten. Zum anderen wurden aber auch diejenigen akadischen Siedler den britischen Zwangsmaßnahmen unterworfen, die sich in Gebieten angesiedelt hatten, die bis 1755 unter französischer Kontrolle gestanden hatten. Dies betraf zum einen diejenigen Akadier, die sich in der heutigen kanadischen Provinz Neubraunschweig (engl. New Brunswick, frz. Nouveau-Brunswick) niedergelassen hatten. Später – nach dem Fall der Festung Louisbourg – wurden dann auch noch die Bewohner der beiden Inseln Île Royale (heute Kap-Breton-Insel) und Île Saint-Jean (heute Prince Edward Island) von den siegreichen Briten deportiert. Lediglich einer Minderheit der Akadier gelang es, in die Wälder zu entkommen und nach Westen in Richtung Québec zu fliehen. Von den 14.100 Akadiern wurden 11.500 deportiert, ein Zensus aus dem Jahr 1764 weist 2.600 verbliebene Akadier in der Region aus.
Die kanadische Regierung gedenkt seit dem 20. Jahrhundert dieser unberechtigten Vertreibung der Akadier und erklärte die Vertreibung aus Nova Scotia am 10. Mai 1955, auf Vorschlag des Historic Sites and Monuments Board of Canada, zu einem „nationalen historischen Ereignis“. Die Vertreibung von der Île Saint-Jean wurde dann am 19. Juni 2011 zu einem „nationalen historischen Ereignis“ erklärt.